# Educa
Le bâtiment D ou Educa (finnois : Educa), est un bâtiment de l'université de Jyväskylä construit sur Seminaarinmäki à Jyväskylä en Finlande,,.

## Histoire
L’édifice est construit en 1881 pour servir de d'internat aux étudiants du séminaire de formation des maîtres de Jyväskylä.
L'internat dispose de huit dortoirs au premier étage et de sept autres au deuxième étage.
Le bâtiment offre aussi des logements pour la directrice et les enseignantes du séminaire, une crèche et une aile pour l'infirmerie qui sera démolie au début des années 1970.
La crèche fermera en 1892 le jardin d'enfant en 1900. 
Educa abritera l'internat des étudiantes jusqu'aux années 1950, quand les bâtiments de l’école supérieure et leur résidence conçus par Alvar Aalto seront construits. 
Depuis Educa accueille le département des sciences de l’éducation,,